# 清水宗治

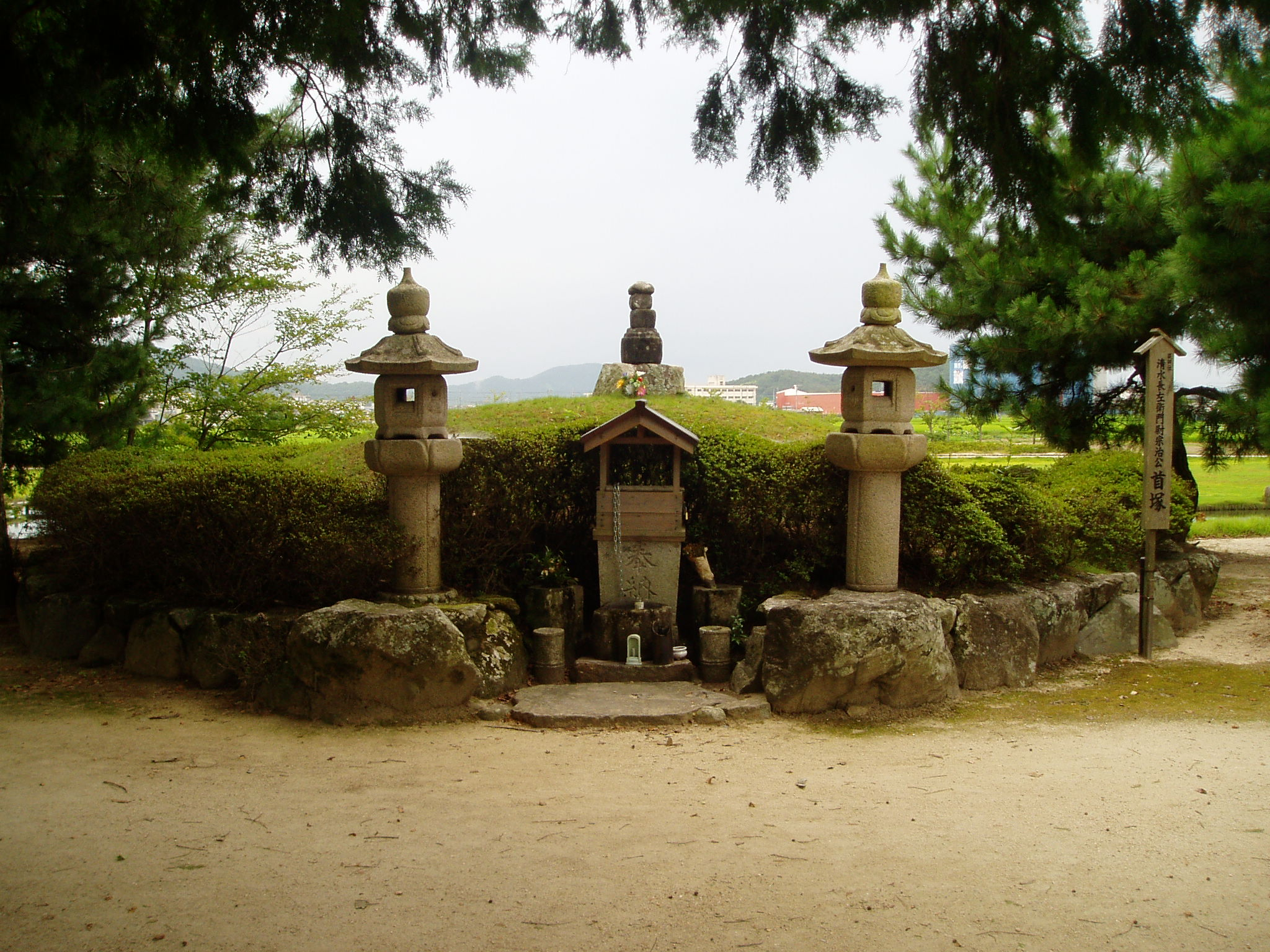
清水宗治首塚

清水 宗治（しみず むねはる）は、戦国時代から安土桃山時代にかけての武将。備中高松城主。三村氏、毛利氏に仕えた。三村氏の有力配下・石川久智の娘婿。

## 生涯
天文6年（1537年）、備中国賀陽郡清水村（現在の岡山県総社市井手）に生まれる（誕生月日は不詳）。幼名は才太郎といった。
備中国の一豪族の家臣の身分で備中清水城の城主を務め、のちに備中高松城の城主となる。この経緯については諸説あるが、一般的には天正の備中兵乱の際、三村氏譜代・石川氏の娘婿・重臣の立場にありながら毛利氏に加担し、高松城主の地位を得たとされる（この備中兵乱は文字通り備中一円を舞台とした三村氏対毛利氏の一大戦であり、三村氏家臣の立場でありながら毛利氏についた者は他にもいた）。
また、永禄8年（1565年）に三村氏譜代の石川氏を裏切って高松城を奪取し、直接毛利氏に臣従して城主となったとの説もあるが、当時の毛利氏は備中を三村氏に任せる間接支配の体制を採っていたため、この説は信じ難い（備中方の資料にあたっても挙証に足るものはない）。
いずれにせよ、毛利氏の家臣となって以後は小早川隆景の配下として毛利氏の中国路の平定に従軍して忠誠心厚く精励したため、隆景をはじめとする毛利氏の首脳陣から深く信頼された。
天正10年（1582年）4月、統一政策を進める織田信長の家臣・羽柴秀吉が中国攻めを行うと、宗治は高松城に籠城して抗戦する（備中高松城の戦い）。
秀吉は降伏すれば備中・備後2カ国を与えるという条件を出したが宗治は応じず、信長からの誓詞をそのまま主君・毛利輝元のもとに届けて忠義を示した。
そのため、黒田孝高（黒田官兵衛）が策した水攻めにあって城は落城寸前に追い込まれたが、輝元自らが吉川元春・小早川隆景とともに救援に赴いたため、戦線は膠着状態となった。この水攻めの最中の6月2日に京都で本能寺の変が起こって信長が死去し、その報を知った秀吉は信長の死を伏せて、宗治の命を条件に城兵を助命する講和を呼びかけた。
毛利方は安国寺恵瓊を黒田官兵衛のもとへ遣わし、備中・備後・美作・伯耆・出雲を渡す代わりに宗治の命を助けてくれと和議を申し込んだが、秀吉側は５ヶ国と宗治の自刃を要求したため交渉が成立しなかった。しかし、これを聞いた宗治は、家臣の助命と主家へ義理を立てるため、自身、兄の清水宗知（月清入道）、弟の難波宗忠（伝兵衛）、援将の末近信賀ら4名の命と引き換える旨の嘆願書を書き安国寺恵瓊に託した。
結局、宗治は信長の死を知らぬまま、その2日後の6月4日に兄の宗知、弟の宗忠、援将の末近信賀らとともに水上の舟において切腹した。享年46歳。辞世は「浮世をば　今こそ渡れ　武士（）の　名を高松の　苔に残して」。
大正13年（1924年）2月11日、宮内省より贈位「従四位」を受ける。

## 死後
宗治が切腹した後、子の景治は小早川隆景、次いで毛利輝元に仕えて毛利家寄組となり、周防国に移り住んだ。子孫は長らく山口県光市に居住しており、幕末に切腹した12代目親知と宗治を正義霊社で祀って、毎年6月か7月に祭礼が行われる。
1930年（昭和5年）、高松農林学校教諭高田馬治が、陸軍大演習を行った際、備中高松城水攻めを昭和天皇に御前公演した。その時の資料700点が岡山市の高田文庫に残っている。
高田馬治は、備中高松城の研究と史跡保存につくし、清水宗治首塚の近くに胸像が建てられている。

## 主題とする作品
- 備中高松城水攻史蹟案内記 高田馬治 文部省史蹟保存指定
- 郷土史料 高松城の水攻 岡山県高松農学校／編,高田 馬治
- 加藤清正　下巻　片山丈士 著 河出書房新社, 1965
- 日本むかしむかし　中国編　和歌森太郎 監修 人物往来社, 昭和42
- 武士の宴（小説、短編集『西国城主』に収録。野中信二著）

## 登場作品
- 黄金の日日（1978年、NHK大河ドラマ、演：宝生閑）
- 軍師官兵衛（2014年、NHK大河ドラマ、演：宇梶剛士）
- 首（2023年、演：荒川良々）